# Contea di Tongbai
La contea di Tongbai (桐柏县S, Tóngbǎi XiànP) è una contea della Cina, situata nella provincia di Henan e amministrata dalla prefettura di Nanyang.